# Metorchis albidus
Espèce
Metorchis albidus est une espèce de trématodes de la famille des Opisthorchiidés. 

## Taxinomie
La première description est réalisée par Braun à partir d'un spécimen contenu dans un estomac de chat. 

## Hôtes
Ce parasite assez virulent infeste les mammifères comme le Vison d'Europe (Mustela lutreola) ou le chat.